# Novo Alegre
Novo Alegre est une municipalité brésilienne située dans l'État du Tocantins.